# Regering-Servais

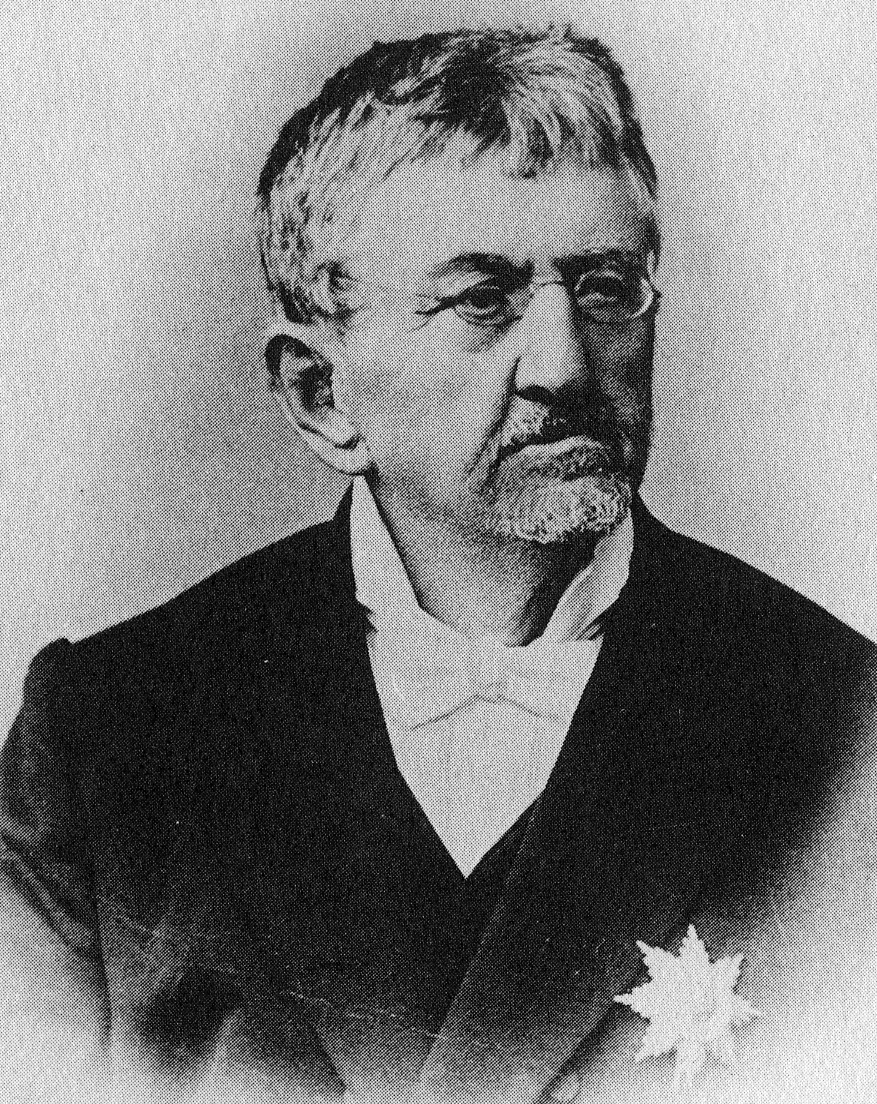
Emmanuel Servais

De Regering-Servais was van 3 december 1867 tot 26 december 1874 aan de macht in het Groothertogdom Luxemburg.

## Samenstelling
| Persoon                                          | ambt |                                                 |                                                 |                                                 |                                                 |                                                 |                                                 |                                                 |
| Servais I (3 december 1867 - 30 september 1869)  | Servais I (3 december 1867 - 30 september 1869)                                                                     | Servais I (3 december 1867 - 30 september 1869) | Servais I (3 december 1867 - 30 september 1869) | Servais I (3 december 1867 - 30 september 1869) | Servais I (3 december 1867 - 30 september 1869) | Servais I (3 december 1867 - 30 september 1869) | Servais I (3 december 1867 - 30 september 1869) | Servais I (3 december 1867 - 30 september 1869) |
| ------------------------------------------------ | --- | ----------------------------------------------- | ----------------------------------------------- | ----------------------------------------------- | ----------------------------------------------- | ----------------------------------------------- | ----------------------------------------------- | ----------------------------------------------- |
| Emmanuel Servais                                 | president van de Regering en directeur-generaal van Buitenlandse Zaken                                              |                                                 |                                                 |                                                 |                                                 |                                                 |                                                 |                                                 |
| Édouard Thilges                                  | directeur-generaal van Communale Zaken                                                                              |                                                 |                                                 |                                                 |                                                 |                                                 |                                                 |                                                 |
| Henri Vannerus                                   | directeur-generaal van Justitie                                                                                     |                                                 |                                                 |                                                 |                                                 |                                                 |                                                 |                                                 |
| Jean de Colnet d'Huart                           | directeur-generaal van Financiën                                                                                    |                                                 |                                                 |                                                 |                                                 |                                                 |                                                 |                                                 |
| Servais II (30 september 1869 - 12 oktober 1869) | |                                                 |                                                 |                                                 |                                                 |                                                 |                                                 |                                                 |
| Emmanuel Servais                                 | president van de Regering, directeur-generaal van Buitenlandse Zaken en ad interim directeur-generaal van Financiën |                                                 |                                                 |                                                 |                                                 |                                                 |                                                 |                                                 |
| Édouard Thilges                                  | directeur-generaal van Communale Zaken                                                                              |                                                 |                                                 |                                                 |                                                 |                                                 |                                                 |                                                 |
| Henri Vannerus                                   | directeur-generaal van Justitie                                                                                     |                                                 |                                                 |                                                 |                                                 |                                                 |                                                 |                                                 |
| Servais III (12 oktober 1869 - 7 februari 1870)  | |                                                 |                                                 |                                                 |                                                 |                                                 |                                                 |                                                 |
| Emmanuel Servais                                 | president van de Regering en directeur-generaal van Buitenlandse Zaken                                              |                                                 |                                                 |                                                 |                                                 |                                                 |                                                 |                                                 |
| Édouard Thilges                                  | directeur-generaal van Communale Zaken                                                                              |                                                 |                                                 |                                                 |                                                 |                                                 |                                                 |                                                 |
| Henri Vannerus                                   | directeur-generaal van Justitie                                                                                     |                                                 |                                                 |                                                 |                                                 |                                                 |                                                 |                                                 |
| Georges Ulveling                                 | directeur-generaal van Financiën                                                                                    |                                                 |                                                 |                                                 |                                                 |                                                 |                                                 |                                                 |
| Servais IV (7 februari 1870 - 25 mei 1873)       | |                                                 |                                                 |                                                 |                                                 |                                                 |                                                 |                                                 |
| Emmanuel Servais                                 | president van de Regering en directeur-generaal van Buitenlandse Zaken                                              |                                                 |                                                 |                                                 |                                                 |                                                 |                                                 |                                                 |
| Henri Vannerus                                   | directeur-generaal van Justitie                                                                                     |                                                 |                                                 |                                                 |                                                 |                                                 |                                                 |                                                 |
| Georges Ulveling                                 | directeur-generaal van Financiën                                                                                    |                                                 |                                                 |                                                 |                                                 |                                                 |                                                 |                                                 |
| Nicolas Salentiny                                | directeur-generaal van Binnenlandse Zaken                                                                           |                                                 |                                                 |                                                 |                                                 |                                                 |                                                 |                                                 |
| Servais V (25 mei 1873 - 26 december 1874)       | |                                                 |                                                 |                                                 |                                                 |                                                 |                                                 |                                                 |
| Emmanuel Servais                                 | president van de Regering en directeur-generaal van Buitenlandse Zaken                                              |                                                 |                                                 |                                                 |                                                 |                                                 |                                                 |                                                 |
| Henri Vannerus                                   | directeur-generaal van Justitie                                                                                     |                                                 |                                                 |                                                 |                                                 |                                                 |                                                 |                                                 |
| Nicolas Valentiny                                | directeur-generaal van Binnenlandse Zaken                                                                           |                                                 |                                                 |                                                 |                                                 |                                                 |                                                 |                                                 |
| Victor de Roebe                                  | directeur-generaal van Financiën                                                                                    |                                                 |                                                 |                                                 |                                                 |                                                 |                                                 |                                                 |